# NGC 2994
NGC 2994 je galaksija u zviježđu Lavu.

## Vanjske poveznice
- SEDS: NGC 2994